# Der Polizei
Der Polizei was een Belgische Two Tone-formatie rond Mechelaar Jean Rousseau.
De band nam in 1980 deel aan Humo's Rock Rally maar moest de duimen leggen voor The Machines. Frontman Jean Rousseau was eerder actief bij de bands Hold Up en Bizjou en later was hij actief in de LSP-band.

## Discografie

### Singles
- Cia (1980)
- Let's do the Razzia (1980)
- Don't dance with me (1983)
- Knock out (1983)[3][4]